# 全国ろう児をもつ親の会
特定非営利活動法人 全国ろう児をもつ親の会（ぜんこくろうじをもつおやのかい）とは、日本の聴覚障害教育について独自の意見を持つ人々が結成したNPO法人である。

## 概要
聴覚障害は医学的には軽度のものから、医学的に全聾などと呼ばれる非常に重いものまで様々である。また、聴覚障害者となる時期も様々であり、先天性の者から晩年になって聴覚障害者となる者まで、多種多様である。このうち耳から音声言語の基本的な文法や語彙を獲得し終わる3歳頃までに重い聴覚障害（両耳の聴力損失がおおむね90デシベル以上）を得ると、音声・書記言語獲得に重大な障壁となることが知られている。
全国ろう児をもつ親の会は、このような子供たちを「ろう児」と位置づけ、「ろう児」の第一言語は手話（日本においては日本手話）であり、日本のろう教育は（同会と非常に密接な関係にある私立明晴学園を除き）日本手話を教育に用いていないとの立場から、活発な問題提起を行い続けている。同会の目的として公式に掲げられているものは、以下の四つである。すなわち「ろう学校における教育言語として日本手話を認知・承認させること」「ろう者の教員を各ろう学校に配置させること」「聴者教員に日本手話を定期的、継続的に研修させること」「バイリンガルろう教育を選択できるようにすること」となる。

## 主な活動
同会の主な活動としては、インターネット上での各種の主張の展開、同会の主張をまとめた書籍の矢継ぎ早の発行、日弁連に対する「人権救済申し立て」などがある。

## 人権救済申立
同会は2002年、独自の主張を「ろう児の人権宣言」として発表。続いて2003年には日弁連に対し、「ろう児は教育を受ける権利、学習権、平等権が侵害されている」として人権救済申立を行った。具体的には全国の公立ろう学校に日本手話話者教員を配置すること、教員養成課程のうちろう学校の教員を目指す者に対して日本手話の実技・理論科目を必修とすることなどを求めた。これを受け、2005年に日弁連は「手話教育の充実をもとめる意見書」を発表した。
一方、全日本ろうあ連盟はこの人権救済申立に対し、2003年10月17日付で「｢人権救済申立｣に対する全日本ろうあ連盟の見解」と題された文書を発表。同会の主張に概ね理解を示しつつも、日本で使用されている手話を「日本手話」と「日本語対応手話」に厳密に分けて考える姿勢への疑問を示した。

## 書籍
- 全国ろう児をもつ親の会編『ぼくたちのことばを奪わないで〜ろう児の人権宣言〜』2003年、明石書店
- 小嶋勇監修・全国ろう児をもつ親の会編『ろう教育と言語権〜ろう児の人権救済申立の全容〜』2004年、明石書店
- 小嶋勇監修・全国ろう児をもつ親の会編『ようこそ　ろうの赤ちゃん』2005年、三省堂
- 小嶋勇監修・全国ろう児をもつ親の会編『ろう教育が変わる！－日弁連「意見書」とバイリンガル教育への提言－』2006年、明石書店
- 佐々木倫子監修・全国ろう児をもつ親の会編『バイリンガルでろう児は育つ：日本手話プラス書記日本語で教育を！』2008年、生活書院